# Dicranopygium fissile
Dicranopygium fissile là một loài thực vật có hoa trong họ Cyclanthaceae. Loài này được Galeano & R.Bernal miêu tả khoa học đầu tiên năm 1984.